# Ignacio de Jerusalem y Stella
Ignacio de Jerusalem y Stella, född cirka 1707 i Lecce, Italien, död 1769 i Mexico City, Mexiko, var en mexikansk barockkompositör av italienskt ursprung. Han har efterlämnat flera sakrala körverk. Hans stil är tung och kraftfull. Han är en av de första konstmusikkompositörerna på den amerikanska kontinenten.